# Edward Ives (wioślarz)
Edward Ashley Ives (ur. 3 stycznia 1961 w Mount Kisco) – amerykański wioślarz, srebrny medalista olimpijski i brązowy medalista mistrzostw świata.

## Kariera
Wystąpił na igrzyskach olimpijskich w Los Angeles w 1984, gdzie osada USA w składzie: Thomas Kiefer, Gregory Springer, Michael Bach, Edward Ives i John Stillings (sternik) zdobyła srebrny medal w czwórkach ze sternikiem. W finale A o 1,64 sekundy przegrali z osadą Wielkiej Brytanii, a o 3,40 sekundy wyprzedzili osadę Nowej Zelandii. Brał także udział w igrzyskach olimpijskich w Seulu w 1988, zajmując dziewiąte miejsce w dwójkach bez sternika.
Na mistrzostwach świata w Nottingham (1986) zdobył brązowy medal w ósemkach. Był też między innymi piąty w czwórkach ze sternikiem na mistrzostwach świata w Hazewinkel (1985).
Ponadto zdobył złoty medal w ósemkach na igrzyskach panamerykańskich w Indianapolis (1987). 
Kształcił się na University of Washington, uzyskując dyplomy z historii i biznesu. Po zakończeniu kariery pracował jako pośrednik sprzedaży nieruchomości.